# Campeonato Argentino de Futebol de 2020 – Quarta Divisão (Primera C)
A Primera C do Campeonato Argentino de Futebol de 2020, também conhecida oficialmente como Campeonato Transición da Primera División C 2020 ou Campeonato de Primera C Transición 2020, foi a 35ª temporada do certame equivalente à quarta divisão do futebol argentino para os clubes diretamente afiliados à Associação do Futebol Argentino (a 88ª temporada como Primera C e a 114ª edição da quarta divisão para clubes afiliados). A liga foi organizada pela própria Associação do Futebol Argentino (AFA), entidade máxima do futebol na Argentina, sendo composta por clubes da região metropolitana de Buenos Aires. O campeonato começou 5 de dezembro de 2020 e terminou em 31 de janeiro de 2021, consagrando um campeão e outorgando dois acessos à Primera B de 2021. É disputado pelos 19 clubes que participaram do torneio de 2019–20, que foi provisoriamente suspenso pela AFA devido às medidas do governo argentino para evitar a disseminação do COVID-19 e posteriormente cancelado.
O campeão desta edição de transição foi o Cañuelas, da cidade homônima na província de Buenos Aires, que levantou seu primeiro título do torneio e foi o primeiro time promovido à Primera B de 2021. Por sua vez, o Deportivo Merlo, também da província de Buenos Aires, venceu a fase pelo segundo acesso e também foi promovido para a edição de 2021 da terceira divisão.

## Regulamento

### Sistema de disputa
A competição foi disputada por 19 times e dividida em duas fases, Primer Ascenso e Segundo Ascenso, que por sua vez, foram divididas em duas etapas, uma classificatória no sistema de pontos corridos turno único e uma eliminatória no sistema mata-mata em jogos únicos. Em caso de igualdade na pontuação durante a etapa classificatória, são critérios de desempate: 1) melhor saldo de gols; 2) mais gols pró; 3) confronto direto (pontos, saldo de gols e gols pró). Na etapa eliminatória, em caso de igualdade na pontuação e, posteriormente, no saldo de gols do duelo, o desempate é decidido na disputa de pênaltis. Ao final das duas fases teremos dois clubes promovidos diretamente à Primera B de 2021. Não teremos nenhum clube rebaixado à Primera D.

## Participantes
Participaram da competição todos os dezenove times da Primera C de 2019–20, que foi suspensa e posteriormente cancelada por causa da pandemia de COVID-19.

### Informações dos clubes
| Equipe              | Cidade            | Província       | Estádio (mando)                 | Título (último)       | Em 2019–20 |
| ------------------- | ----------------- | --------------- | ------------------------------- | --------------------- | ---------- |
| Argentino de Merlo  | Merlo             | Buenos Aires    | Merlo                           | 0 (nenhum)            | 6º lugar   |
| Berazategui         | Berazategui       | Buenos Aires    | Norman Lee                      | 1 (em 1996–97)        | 8º lugar   |
| Cañuelas            | Cañuelas          | Buenos Aires    | Jorge Alfredo Arín              | 0 (nenhum)            | 1º lugar   |
| Central Córdoba     | Rosario           | Santa Fe        | Gabino Sosa                     | 3 (último em 1987–88) | 11º lugar  |
| Deportivo Español   | Buenos Aires      | Cidade Autônoma | Nueva España                    | 1 (em 1979)           | 18º lugar  |
| Deportivo Laferrere | Laferrere         | Buenos Aires    | Ciudad de Laferrere             | 2 (último em 2001–02) | 2º lugar   |
| Deportivo Merlo     | Parque San Martín | Buenos Aires    | José Manuel Moreno              | 2 (último em 2005–06) | 5º lugar   |
| Dock Sud            | Dock Sud          | Buenos Aires    | De los Inmigrantes              | 0 (nenhum)            | 3º lugar   |
| El Porvenir         | Gerli             | Buenos Aires    | Gildo Francisco Ghersinich      | 1 (em 1954)           | 19º lugar  |
| Excursionistas      | Buenos Aires      | Cidade Autônoma | Excursionistas                  | 1 (em 2016)           | 16º lugar  |
| Ferrocarril Midland | Libertad          | Buenos Aires    | Ciudad de Libertad              | 0 (nenhum)            | 9º lugar   |
| General Lamadrid    | Buenos Aires      | Cidade Autônoma | Enrique Sexto                   | 1 (em 2010–11)        | 7º lugar   |
| Ituzaingó           | Ituzaingó         | Buenos Aires    | Carlos Alberto Sacaan           | 1 (em 2000–01)        | 17º lugar  |
| Leandro N. Alem     | General Rodríguez | Buenos Aires    | Leandro N. Alem                 | 0 (nenhum)            | 14º lugar  |
| Luján               | Luján             | Buenos Aires    | Municipal de la Ciudad de Luján | 0 (nenhum)            | 13º lugar  |
| Real Pilar          | Pilar             | Buenos Aires    | Carlos Barraza                  | 0 (nenhum)            | 4º lugar   |
| San Martín          | Burzaco           | Buenos Aires    | Francisco Boga                  | 0 (nenhum)            | 12º lugar  |
| Sportivo Italiano   | Ciudad Evita      | Buenos Aires    | República de Italia             | 2 (último em 2013–14) | 10º lugar  |
| Victoriano Arenas   | Valentín Alsina   | Buenos Aires    | Saturnino Moure                 | 0 (nenhum)            | 15º lugar  |

## Primer Ascenso
A etapa de classificação foi disputada pelo campeão do Torneo Apertura da Primera C de 2019–20 mais os seis clubes mais bem posicionados na classificação geral (Torneo Apertura + 9 rodadas do Torneo Clausura) da Primera C de 2019–20, ou seja, Cañuelas (campeão do Torneo Apertura), Deportivo Laferrere (2º lugar), Dock Sud (3º), Real Pilar (4º), Deportivo Merlo (5º), Argentino de Merlo (6º) e General Lamadrid (7º). Os jogos aconteceram no sistema de todos contra todos, em turno único, por pontos corridos. Em caso de igualdade na pontuação, foram critérios de desempate: 1) melhor saldo de gols, 2) mais gols pró, 3) confronto direto (pontos, saldo de gols e gols marcados).
Na etapa eliminatória, o Cañuelas e o primeiro colocado na etapa de classificação, disputaram uma partida final para definir o campeão da Primera C de 2020 e o primeiro time a ser promovido à Primera B de 2021. O jogo final foi disputado em partida única, no estádio do Cañuelas, que por força do regulamento, teve direito ao empate aos final dos 90 minutos do tempo regulamentar. Caso o Cañuelas tivesse sido o líder ao final da etapa classificatória, não seria necessário nenhuma decisão final, sendo ele automaticamente declarado campeão da Primera C de 2020 e promovido à Primera B de 2021.

### Classificação
| Pos | Equipe              | Pts | J | V | E | D | GP | GC | SG  | Classificação                            |
| --- | ------------------- | --- | - | - | - | - | -- | -- | --- | ---------------------------------------- |
| 1   | Real Pilar (C)      | 16  | 6 | 5 | 1 | 0 | 14 | 3  | +11 | Final do Primer Acesso à Primera B       |
| 2   | Dock Sud            | 12  | 6 | 4 | 0 | 2 | 8  | 5  | +3  | Play-offs do Segundo Ascenso à Primera B |
| 3   | General Lamadrid    | 8   | 6 | 2 | 2 | 2 | 5  | 9  | −4  | Play-offs do Segundo Ascenso à Primera B |
| 4   | Argentino de Merlo  | 6   | 6 | 1 | 3 | 2 | 6  | 8  | −2  | Play-offs do Segundo Ascenso à Primera B |
| 5   | Cañuelas            | 6   | 6 | 2 | 0 | 4 | 8  | 11 | −3  | Play-offs do Segundo Ascenso à Primera B |
| 6   | Deportivo Merlo     | 5   | 6 | 1 | 2 | 3 | 5  | 7  | −2  | Play-offs do Segundo Ascenso à Primera B |
| 7   | Deportivo Laferrere | 5   | 6 | 1 | 2 | 3 | 9  | 12 | −3  | Play-offs do Segundo Ascenso à Primera B |

### Resultados
| 5 de dezembro de 2020 | Argentino de Merlo | 1 – 1     | Real Pilar | Merlo                                   |  |
| 17:10 (UTC−3)         |                    | Relatório |            | Estádio: Merlo Árbitro: Sebastián Habib |  |

| 5 de dezembro de 2020 | Cañuelas | 1 – 2     | Deportivo Merlo | Cañuelas                                             |  |
| 17:10 (UTC−3)         |          | Relatório |                 | Estádio: Jorge Alfredo Arín Árbitro: Gastón Iglesias |  |

| 6 de dezembro de 2020 | Deportivo Laferrere | 1 – 2     | General Lamadrid | Gregorio de Laferrere                                |  |
| 17:10 (UTC−3)         |                     | Relatório |                  | Estádio: Ciudad de Laferrere Árbitro: Gonzalo Beloso |  |

| 8 de dezembro de 2020 | Deportivo Merlo | 1 – 2     | Argentino de Merlo | Merlo                                               |  |
| 17:10 (UTC−3)         |                 | Relatório |                    | Estádio: José Manuel Moreno Árbitro: Edgardo Zamora |  |

| 8 de dezembro de 2020 | Real Pilar | 1 – 0     | Dock Sud | Pilar                                                 |  |
| 17:10 (UTC−3)         |            | Relatório |          | Estádio: Carlos Barraza Árbitro: Alejandro Porticella |  |

| 9 de dezembro de 2020 | General Lamadrid | 0 – 1     | Cañuelas | Buenos Aires                                    |  |
| 17:10 (UTC−3)         |                  | Relatório |          | Estádio: Enrique Sexto Árbitro: Javier Delbarba |  |

| 13 de dezembro de 2020 | Argentino de Merlo | 1 – 1     | General Lamadrid | Merlo                                |  |
| 17:10 (UTC−3)          |                    | Relatório |                  | Estádio: Merlo Árbitro: Mariano Seco |  |

| 13 de dezembro de 2020 | Cañuelas | 4 – 5     | Deportivo Laferrere | Cañuelas                                             |  |
| 17:10 (UTC−3)          |          | Relatório |                     | Estádio: Jorge Alfredo Arín Árbitro: Rodrigo Pafundi |  |

| 14 de dezembro de 2020 | Dock Sud | 2 – 1     | Deportivo Merlo | Dock Sud                                                  |  |
| 17:10 (UTC−3)          |          | Relatório |                 | Estádio: De los Inmigrantes Árbitro: Juan Pablo Battaglia |  |

| 19 de dezembro de 2020 | General Lamadrid | 2 – 0     | Dock Sud | Buenos Aires                                    |  |
| 17:10 (UTC−3)          |                  | Relatório |          | Estádio: Enrique Sexto Árbitro: Gastón Iglesias |  |

| 19 de dezembro de 2020 | Deportivo Merlo | 0 – 1     | Real Pilar | Merlo                                             |  |
| 17:10 (UTC−3)          |                 | Relatório |            | Estádio: José Manuel Moreno Árbitro: Felipe Viola |  |

| 20 de dezembro de 2020 | Deportivo Laferrere | 0 – 0     | Argentino de Merlo | Gregorio de Laferrere                               |  |
| 17:10 (UTC−3)          |                     | Relatório |                    | Estádio: Ciudad de Laferrere Árbitro: Damián Rubino |  |

| 27 de dezembro de 2020 | Real Pilar | 6 – 0     | General Lamadrid | Pilar                                            |  |
| 17:10 (UTC−3)          |            | Relatório |                  | Estádio: Carlos Barraza Árbitro: Rodrigo Pafundi |  |

| 27 de dezembro de 2020 | Argentino de Merlo | 1 – 2     | Cañuelas | Merlo                                |  |
| 17:10 (UTC−3)          |                    | Relatório |          | Estádio: Merlo Árbitro: Lucas Brumer |  |

| 28 de dezembro de 2020 | Dock Sud | 2 – 0     | Deportivo Laferrere | Dock Sud                                            |  |
| 17:10 (UTC−3)          |          | Relatório |                     | Estádio: De los Inmigrantes Árbitro: Gonzalo Beloso |  |

| 4 de janeiro de 2021 | Cañuelas | 0 – 1     | Dock Sud | Cañuelas                                             |  |
| 17:10 (UTC−3)        |          | Relatório |          | Estádio: Jorge Alfredo Arín Árbitro: Jonathan De Oto |  |

| 4 de janeiro de 2021 | Deportivo Laferrere | 2 – 3     | Real Pilar | Gregorio de Laferrere                                 |  |
| 17:10 (UTC−3)        |                     | Relatório |            | Estádio: Ciudad de Laferrere Árbitro: Javier Delbarba |  |

| 4 de janeiro de 2021 | General Lamadrid | 0 – 0     | Deportivo Merlo | Buenos Aires                                  |  |
| 17:10 (UTC−3)        |                  | Relatório |                 | Estádio: Enrique Sexto Árbitro: Damián Rubino |  |

| 10 de janeiro de 2021 | Real Pilar | 2 – 0     | Cañuelas | Pilar                                                 |  |
| 17:10 (UTC−3)         |            | Relatório |          | Estádio: Carlos Barraza Árbitro: Alejandro Porticella |  |

| 11 de janeiro de 2021 | Deportivo Merlo | 1 – 1     | Deportivo Laferrere | Merlo                                                |  |
| 17:10 (UTC−3)         |                 | Relatório |                     | Estádio: José Manuel Moreno Árbitro: Sebastián Habib |  |

| 11 de janeiro de 2021 | Dock Sud | 3 – 1     | Argentino de Merlo | Dock Sud                                          |  |
| 17:10 (UTC−3)         |          | Relatório |                    | Estádio: De los Inmigrantes Árbitro: Mariano Seco |  |

### Final doPrimer Ascenso
A final foi disputada entre o Cañuelas, ganhador do Torneo Apertura da Primera C de 2019–20, e o Real Pilar, que obteve o primeiro lugar na etapa de classificação do Primer Ascenso. Como mandante, o Tambero (apelido carinhoso do Cañuelas) empatou sem gols no estádio Jorge Alfredo Arín ante o Real Pilar e como campeão do Torneo Apertura, o clube da cidade homônima aproveitou a vantagem esportiva e foi declarado campeão do Campeonato Transición de Primera División "C" de 2020 e logrou acesso à Primera B pela primeira vez em sua história. O perdedor da final se classificou para os playoffs do Segundo Ascenso, em busca da última vaga para a Primera B de 2021.
| 15 de janeiro de 2021 | Cañuelas | 0 – 0     | Real Pilar | Cañuelas                                          |  |
| 17:10 (UTC−3)         |          | Relatório |            | Estádio: Jorge Alfredo Arín Árbitro: Franco Acita |  |

### Premiação
| Campeonato Argentino de Futebol de 2020 Primera C de Transición de 2020 |
| ----------------------------------------------------------------------- |
| Cañuelas Fútbol Club Campeão (1º título)                                |

## Segundo Ascenso
A etapa de classificação foi disputada em dois grupos, A e B, de seis times cada, compostos pelo times ocupantes das doze últimas posições (8º ao 19º lugar) da classificação geral (Torneo Apertura + 9 rodadas do Torneo Clausura) da Primera C de 2019–20, ou seja, Berazategui (8º), Ferrocarril Midland (9º), Sportivo Italiano (10º), Central Córdoba (R) (11º), San Martín (B) (12º), Luján (13º), Leandro N. Alem (14º), Victoriano Arenas (15º), Excursionistas (16º), Ituzaingó (17º), Deportivo Español (18º) e El Porvenir (19º). A composição dos grupos A e B foi estabelecida mediante sorteio realizado pela AFA. A disputa dentro dos grupos aconteceu no sistema de todos contra todos, em turno único, por pontos corridos. Ao final da etapa classificatória, os líderes de cada grupo se classificaram para os play-offs da etapa final. Em caso de igualdade na pontuação, foram critérios de desempate: 1) melhor saldo de gols, 2) mais gols pró, 3) confronto direto (pontos, saldo de gols e gols marcados).
A etapa final foi uma série de play-offs dividida em quartas de final, semifinal e final. Contou com a presença de 8 clubes: 6 deles advindos do Primer Ascenso (2º ao 6º colocado da etapa classificatória) mais os primeiros colocados do Grupo A e B do Segundo Ascenso. Os times se enfrentaram no sistema mata-mata em jogo único, em campo neutro escolhido pela AFA. Em caso de empate no tempo normal, o desempate foi decidido na disputa de pênaltis. O vencedor do mata-mata foi promovido à Primera B de 2021.

### Classificação do Grupo A
| Pos | Equipe              | Pts | J | V | E | D | GP | GC | SG | Classificação                            |
| --- | ------------------- | --- | - | - | - | - | -- | -- | -- | ---------------------------------------- |
| 1   | Ituzaingó           | 11  | 5 | 3 | 2 | 0 | 7  | 2  | +5 | Play-offs do Segundo Ascenso à Primera B |
| 2   | San Martín (B)      | 11  | 5 | 3 | 2 | 0 | 6  | 2  | +4 |                                          |
| 3   | Sportivo Italiano   | 6   | 5 | 1 | 3 | 1 | 4  | 3  | +1 |                                          |
| 4   | Berazategui         | 5   | 5 | 1 | 2 | 2 | 5  | 5  | 0  |                                          |
| 5   | Central Córdoba (R) | 4   | 5 | 1 | 1 | 3 | 4  | 9  | −5 |                                          |
| 6   | Victoriano Arenas   | 2   | 5 | 0 | 2 | 3 | 5  | 10 | −5 |                                          |

### Classificação do Grupo B
| Pos | Equipe              | Pts | J | V | E | D | GP | GC | SG | Classificação                            |
| --- | ------------------- | --- | - | - | - | - | -- | -- | -- | ---------------------------------------- |
| 1   | Luján               | 12  | 5 | 4 | 0 | 1 | 8  | 3  | +5 | Play-offs do Segundo Ascenso à Primera B |
| 2   | Excursionistas      | 10  | 5 | 3 | 1 | 1 | 9  | 6  | +3 |                                          |
| 3   | Deportivo Español   | 9   | 5 | 3 | 0 | 2 | 11 | 10 | +1 |                                          |
| 4   | Leandro N. Alem     | 6   | 5 | 2 | 0 | 3 | 5  | 7  | −2 |                                          |
| 5   | Ferrocarril Midland | 5   | 5 | 1 | 2 | 2 | 7  | 9  | −2 |                                          |
| 6   | El Porvenir         | 1   | 5 | 0 | 1 | 4 | 2  | 7  | −5 |                                          |

### Resultados
| 11 de dezembro de 2020 | Leandro N. Alem | 0 – 2     | Luján | General Rodríguez                                 |  |
| 17:10 (UTC−3)          |                 | Relatório |       | Estádio: Leandro N. Alem Árbitro: Jonathan De Oto |  |

| 12 de dezembro de 2020 | Berazategui | 1 – 1     | Sportivo Italiano | Berazategui                               |  |
| 17:10 (UTC−3)          |             | Relatório |                   | Estádio: Norman Lee Árbitro: Felipe Viola |  |

| 12 de dezembro de 2020 | El Porvenir | 1 – 1     | Ferrocarril Midland | Gerli                                                      |  |
| 17:10 (UTC−3)          |             | Relatório |                     | Estádio: Gildo Francisco Ghersinich Árbitro: Damián Rubino |  |

| 13 de dezembro de 2020 | Ituzaingó | 1 – 1     | San Martín (B) | Ituzaingó                                            |  |
| 17:10 (UTC−3)          |           | Relatório |                | Estádio: Carlos Alberto Sacaan Árbitro: Lucas Brumer |  |

| 14 de dezembro de 2020 | Victoriano Arenas | 2 – 2     | Central Córdoba (R) | Valentín Alsina                                   |  |
| 17:10 (UTC−3)          |                   | Relatório |                     | Estádio: Saturnino Moure Árbitro: Ramiro Magallán |  |

| 14 de dezembro de 2020 | Excursionistas | 4 – 2     | Deportivo Español | Buenos Aires                                 |  |
| 17:10 (UTC−3)          |                | Relatório |                   | Estádio: Excursionistas Árbitro: Lucas Ozuna |  |

| 18 de dezembro de 2020 | Sportivo Italiano | 0 – 0     | Ituzaingó | Ciudad Evita                                          |  |
| 17:10 (UTC−3)          |                   | Relatório |           | Estádio: República de Italia Árbitro: Sebastián Habib |  |

| 18 de dezembro de 2020 | San Martín (B) | 1 – 0     | Central Córdoba (R) | Burzaco                                          |  |
| 17:10 (UTC−3)          |                | Relatório |                     | Estádio: Francisco Boga Árbitro: Javier Delbarba |  |

| 20 de dezembro de 2020 | Ferrocarril Midland | 0 – 2     | Luján | Libertad                                               |  |
| 17:10 (UTC−3)          |                     | Relatório |       | Estádio: Ciudad de Libertad Árbitro: Ezequiel Yasinski |  |

| 21 de dezembro de 2020 | Berazategui | 1 – 1     | Victoriano Arenas | Berazategui                                 |  |
| 17:10 (UTC−3)          |             | Relatório |                   | Estádio: Norman Lee Árbitro: Gonzalo Beloso |  |

| 21 de dezembro de 2020 | Excursionistas | 0 – 1     | Leandro N. Alem | Buenos Aires                                          |  |
| 17:10 (UTC−3)          |                | Relatório |                 | Estádio: Excursionistas Árbitro: Alejandro Porticella |  |

| 21 de dezembro de 2020 | Deportivo Español | 1 – 0     | El Porvenir | Buenos Aires                                   |  |
| 17:10 (UTC−3)          |                   | Relatório |             | Estádio: Nueva España Árbitro: Jonathan De Oto |  |

| 27 de dezembro de 2020 | Central Córdoba (R) | 2 – 1 | Sportivo Italiano | Rosário                                    |  |
| 17:10 (UTC−3)          |                     |       |                   | Estádio: Gabino Sosa Árbitro: Mariano Seco |  |

| 27 de dezembro de 2020 | Ituzaingó | 1 – 0     | Berazategui | Ituzaingó                                           |  |
| 17:10 (UTC−3)          |           | Relatório |             | Estádio: Carlos Alberto Sacaan Árbitro: Lucas Ozuna |  |

| 28 de dezembro de 2020 | Victoriano Arenas | 1 – 2     | San Martín (B) | Valentín Alsina                                        |  |
| 17:10 (UTC−3)          |                   | Relatório |                | Estádio: Saturnino Moure Árbitro: Juan Pablo Battaglia |  |

| 29 de dezembro de 2020 | Leandro N. Alem | 0 – 1     | Ferrocarril Midland | General Rodríguez                               |  |
| 17:10 (UTC−3)          |                 | Relatório |                     | Estádio: Leandro N. Alem Árbitro: Daniel Zamora |  |

| 29 de dezembro de 2020 | Luján | 1 – 0     | Deportivo Español | Luján                                                             |  |
| 17:10 (UTC−3)          |       | Relatório |                   | Estádio: Municipal de la Ciudad de Luján Árbitro: Gonzalo Pereira |  |

| 30 de dezembro de 2020 | El Porvenir | 0 – 1     | Excursionistas | Gerli                                                     |  |
| 17:10 (UTC−3)          |             | Relatório |                | Estádio: Gildo Francisco Ghersinich Árbitro: Kevin Alegre |  |

| 12 de janeiro de 2021 | Ituzaingó | 3 – 1     | Victoriano Arenas | Ituzaingó                                            |  |
| 17:10 (UTC−3)         |           | Relatório |                   | Estádio: Carlos Alberto Sacaan Árbitro: Felipe Viola |  |

| 12 de janeiro de 2021 | Berazategui | 3 – 0     | Central Córdoba (R) | Berazategui                               |  |
| 17:10 (UTC−3)         |             | Relatório |                     | Estádio: Norman Lee Árbitro: Lucas Brumer |  |

| 12 de janeiro de 2021 | Sportivo Italiano | 0 – 0     | San Martín (B) | Ciudad Evita                                            |  |
| 17:10 (UTC−3)         |                   | Relatório |                | Estádio: República de Italia Árbitro: Ezequiel Yasinski |  |

| 12 de janeiro de 2021 | El Porvenir | 0 – 2     | Leandro N. Alem | Gerli                                                       |  |
| 17:10 (UTC−3)         |             | Relatório |                 | Estádio: Gildo Francisco Ghersinich Árbitro: Martín Recalde |  |

| 12 de janeiro de 2021 | Excursionistas | 2 – 1     | Luján | Buenos Aires                                     |  |
| 17:10 (UTC−3)         |                | Relatório |       | Estádio: Excursionistas Árbitro: Gastón Iglesias |  |

| 12 de janeiro de 2021 | Deportivo Español | 4 – 3     | Ferrocarril Midland | Buenos Aires                                   |  |
| 17:10 (UTC−3)         |                   | Relatório |                     | Estádio: Nueva España Árbitro: Rodrigo Pafundi |  |

| 17 de janeiro de 2021 | Victoriano Arenas | 0 – 2     | Sportivo Italiano | Valentín Alsina                                   |  |
| 17:10 (UTC−3)         |                   | Relatório |                   | Estádio: Saturnino Moure Árbitro: Sebastián Habib |  |

| 17 de janeiro de 2021 | San Martín (B) | 2 – 0     | Berazategui | Burzaco                                          |  |
| 17:10 (UTC−3)         |                | Relatório |             | Estádio: Francisco Boga Árbitro: Javier Delbarba |  |

| 17 de janeiro de 2021 | Central Córdoba (R) | 0 – 2     | Ituzaingó | Rosário                                            |  |
| 17:10 (UTC−3)         |                     | Relatório |           | Estádio: Gabino Sosa Árbitro: Juan Pablo Battaglia |  |

| 17 de janeiro de 2021 | Leandro N. Alem | 2 – 4     | Deportivo Español | General Rodríguez                               |  |
| 17:10 (UTC−3)         |                 | Relatório |                   | Estádio: Leandro N. Alem Árbitro: Daniel Zamora |  |

| 17 de janeiro de 2021 | Ferrocarril Midland | 2 – 2     | Excursionistas | Libertad                                           |  |
| 17:10 (UTC−3)         |                     | Relatório |                | Estádio: Ciudad de Libertad Árbitro: Damián Rubino |  |

| 17 de janeiro de 2021 | Luján | 2 – 1     | El Porvenir | Luján                                                             |  |
| 17:10 (UTC−3)         |       | Relatório |             | Estádio: Municipal de la Ciudad de Luján Árbitro: Jonathan De Oto |  |

### Play-offs doSegundo Ascenso
Foi disputada pelos clubes ocupantes do primeiro lugar do Grupo A e B do Segundo Ascenso mais os seis times advindos do Primer Ascenso que não conseguiram o acesso à Primera B de 2021. Nas quartas de final, semifinal e final, os cruzamentos foram determinados de acordo uma tabela de reclassificação dos times participantes, onde foi levado em conta as posições na tabela final do Primer Ascenso e depois as do Segundo Ascenso. Em caso de igualdade nas posições mencionadas acima, são critérios de desempate: 1) melhor saldo de gols, 2) mais gols pró, 3) confronto direto (pontos, saldo de gols e gols marcados). Os jogos únicos das chaves ocorreram no sistema mata-mata, em campo neutro, e os ganhadores avançaram. Em caso de igualdade ao fim dos 90 minutos do tempo regulamentar, o vencedor da chave foi conhecido através das cobranças de pênaltis. O vencedor foi promovido à Primera B de 2021.

#### Quartas de final
| 23 de janeiro de 2021                                                                                           | Real Pilar | 0 – 0 (5–6 pen.)                                                                                             | Ituzaingó | Buenos Aires                                                 |  |
| 17:10 (UTC−3)                                                                                                   |            | SoloAscenso MundoAscenso TycSports                                                                           |           | Estádio: Arquitecto Ricardo Etcheverri Árbitro: Juan Pafundi |  |
| |            | Penalidades                                                                                                  |           |                                                              |  |
| - Javier Martínez - Agustín Casco - Gerardo Pérez - Ariel Otermín - Lucas Ríos - Nahuel Rios - Federico Coronel |            | - Ángel Luna - Pablo Despósito - Gabriel Seijas - Brian Risso - José Montiel - Diego Serrano - Luciano Nebot |           |                                                              |  |

| 23 de janeiro de 2021 | Dock Sud            | 1 – 1 (6–5 pen.) | Luján                | Morón                                                    |  |
| 17:10 (UTC−3) | - Matías Blanco 69' | SoloAscenso MundoAscenso TycSports | - Arturo Mendoza 84' | Estádio: Nuevo Francisco Urbano Árbitro: Rodrigo Pafundi |  |
| |                     | Penalidades |                      |                                                          |  |
| - Gustavo Oberman - Luciano Cariaga - Enzo Tamborelli - Cristian Tula - Lucas Medina - Matías Blanco - Fabricio Espósito - Leandro De Bórtoli |                     | - Gonzalo Pérez - Arturo Mendoza - Leonel Llodrá - Joshua Romero - Maximiliano Pighin - Martín Zúccaro - Franco Rodríguez - Matías Caputo |                      |                                                          |  |

| 23 de janeiro de 2021                                                                    | General Lamadrid                           | 2 – 2 (4–3 pen.)                                                                | Deportivo Laferrere                     | Florida Oeste                                             |  |
| 17:10 (UTC−3)                                                                            | - Tomás Pavone 53' - Martín Sarandeses 69' | SoloAscenso MundoAscenso TycSports                                              | - Juan Manuel Azil 14' - Omar Pires 51' | Estádio: Libertarios Unidos Árbitro: Alejandro Porticella |  |
|                                                                                          |                                            | Penalidades                                                                     |                                         |                                                           |  |
| - Nicolás De Vito - Ricardo Priori - Leandro Coronel - Nestor Acosta - Martín Sarandeses |                                            | - Lucas Scarnatto - Rodrigo Pepe - Oscar Acuña - David Orellana - Néstor Pintos |                                         |                                                           |  |

| 23 de janeiro de 2021 | Argentino de Merlo   | 1 – 3                              | Deportivo Merlo                                              | José Ingenieros                                      |  |
| 19:15 (UTC−3)         | - Matías Coselli 10' | SoloAscenso MundoAscenso TycSports | - Lázaro Romero 8' - Cristian Seltzer 11' - Enzo Benítez 88' | Estádio: Tres de Febrero Árbitro: Juan Pablo Loustau |  |

#### Semifinal
| 27 de janeiro de 2021 | Dock Sud             | 1 – 0     | Ituzaingó | Quilmes                                                        |  |
| 17:10 (UTC−3)         | - Matías Giménez 11' | Relatório |           | Estádio: Centenario Ciudad de Quilmes Árbitro: Javier Delbarba |  |

| 27 de janeiro de 2021 | General Lamadrid                      | 2 – 2 (6–7 pen.) | Deportivo Merlo                               | Turdera                                         |  |
| 17:10 (UTC−3)         | - Martín Sarandeses 47' (pen.), 90+5' | Relatório        | - 3' Lazaro Romero - 75' (pen.) Jonatan Morán | Estádio: Alfredo Beranger Árbitro: Kevin Alegre |  |

#### Final doSegundo Ascenso
| 31 de janeiro de 2021 | Dock Sud              | 1 – 2     | Deportivo Merlo                       | Avellaneda                                                   |  |
| 19:30 (UTC−3)         | - Luciano Cariaga 19' | Relatório | - 69' Lázaro Romero - 73' Mauro Pajón | Estádio: Libertadores de América Árbitro: Sebastián Martínez |  |

Deportivo Merlo venceu por 2–1 e foi promovido à Primera B

### Premiação
| Torneo Reducido da Primera C de 2020                                   |
| ---------------------------------------------------------------------- |
| Club Social y Deportivo Merlo Vencedor (Promovido à Primera B de 2021) |

## Estatísticas

### Artilharia
| Rank | Jogador         | Time               | Gols |
| ---- | --------------- | ------------------ | ---- |
| 1    | Luciano Cariaga | Dock Sud           | 6    |
| 2    | Tomás Pavone    | General Lamadrid   | 5    |
| 3    | Matías Coselli  | Argentino de Merlo | 4    |

Fonte: Mundo Ascenso (em castelhano)